# Líský (rozhledna)
Rozhledna se tyčí na nevýrazném holém návrší asi 600 m jihozápadně od obce Líský v okrese Kladno.